# Marc Sleen
Marc Sleen, pseudoniem van Marcel Honoré Nestor ridder Neels (Gentbrugge, 30 december 1922 – Hoeilaart, 6 november 2016), was een Vlaams stripauteur die vooral bekend is voor zijn stripreeks De avonturen van Nero & Co.

## Biografie

### Jeugd
Marc Sleen werd geboren als Marcel Neels in Gentbrugge en verhuisde drie maanden later naar Sint-Niklaas. Zijn ouders waren filiaalhouders in een soort café met vergaderzaal en centrum van de SMOB (Samenwerkende Maatschappij Openbaar Bestuur). Zijn vader herstelde als hobby horloges. Sleen groeide op in een welgesteld gezin en had drie oudere broers: Nestor, Adolf en Roger. Zijn vader was humoristisch en verzon bizarre verhaaltjes voor het slapengaan. Marc Sleen zou later zeggen dat hij veel van hem leerde. Zijn moeder was katholiek. Toen Marc vijf was werd hij naar een pensionaat van zusters gestuurd. Hij was er zo ongelukkig dat hij er op zijn zeven van ellende geelzucht kreeg, waarop zijn ouders hem er weghaalden. Als jongen las hij veel: Jules Verne, Karl May, Sherlock Holmes, Dik Trom, Pietje Bell en strips als The Katzenjammer Kids, Zig et Puce, Popeye en Mickey Mouse.

### Dieren
Marc Sleen hield van jongs af van dieren. Hij had huisdieren, tekende beesten, verzamelde prentjes en kon urenlang in de zoo naar ze kijken. Net als Hergé en Willy Vandersteen kwam Marc Sleen bij de scouts terecht, waar hij verantwoordelijkheid en andere zaken, die hem tijdens zijn safari's van pas zouden komen, leerde. Marc Sleen was al van jongs af aan een tekenaar en krabbelde alles vol; tot zelfs de muren en zijn vaders bolhoed toe. Toen Marc Neels veertien was, volgde hij zondagse tekenlessen aan de Academie van Sint-Niklaas. Kunstenaars die hij daar levenslang leerde bewonderen waren Pieter Breughel de Oude, Hieronymus Bosch, Sandro Botticelli, Giotto, Gustave De Smet, Rik Wouters, James Ensor, Henri Evenepoel, Karel van de Woestijne, Henri Matisse, Henri de Toulouse-Lautrec, Paul Cézanne en Jules De Bruycker.

### De oorlogsjaren
Marc Sleens vader overleed in 1939 en het gezin verhuisde noodgedwongen terug naar Gentbrugge. Zonder vader Neels belandde het gezin in bittere armoede. Zijn moeder werkte zondags en Marc Neels' tekenstudie werd moeilijker om financieel te onderhouden. De Tweede Wereldoorlog maakte de zaken er niet makkelijker op.
Toen de Duitsers België binnenvielen, vluchtte Marc Neels als een van de zogenaamde CRAB's samen met de scoutsgroep waar hij lid van was naar Limoges, waar hij in een klooster terechtkwam. Hij vond later werk op een boerderij in het naburige Panazol.
In 1943 diende hij uit geldgebrek te kiezen: studeren of in Duitsland werken. Via zijn broer kwam hij in het Arbeidsambt terecht, waar hij administratief werk uitvoerde. Hij tekende er de muren vol, deed boodschappen en bezorgde brieven. Hij keilde die brieven echter de Leie in. Gelukkig voor hem zorgde zijn broer dat deze job hem na de oorlog niet werd aangewreven. Een van Marc Sleens broers zat in het actieve verzet tegen de bezetters en zat ondergedoken in een kasteel in Ertvelde.

### 1944
In 1944 viel de Sicherheitspolizei binnen op zoek naar zijn broer. Omdat ze niemand vonden, werden de 22-jarige Marc en zijn broer Nestor als gijzelaars gearresteerd. Sleen werd naar het Miljoenenkwartier gebracht waar tijdens zijn ondervraging zijn tanden er werden uitgeslagen. Omdat ze niets loslieten werden de broers naar "De Nieuwe Gevangenis" in Gent gebracht, waar dagelijks tien tot twintig gevangenen werden geëxecuteerd. Op zeker ogenblik zat Marc Sleen alleen in de cel, maar hij werd samen met zijn broer Nestor uit de gevangenis gehaald en per vrachtwagen naar Leopoldsburg gebracht. Daar sloegen de Vlaamse SS'ers op de vlucht omdat de Britten en Canadezen kwamen. Marc Sleen werd bij een bakker in het dorp opgenomen. Omdat de Duitsers nog trachtten terrein terug te winnen, duurde het even voor hij naar huis kon. Jaren later had Marc Sleen nog nachtmerries over deze periode.

### Vroege carrière
Datzelfde jaar, in 1944, begon Marc Sleen als cartoonist bij de katholieke krant De Standaard te werken waar mensen als Gaston Durnez en Marnix Gijsen actief waren. Deze krant werd na de oorlog De Nieuwe Standaard en in 1946 De Nieuwe Gids. Behalve cartoons maakte Sleen illustraties bij artikels, landkaarten en procestekeningen. Hij tekende toen in Ons Volk de stripreeks: De Avonturen van Neus. In 1945 volgden De Avonturen van Piet Fluwijn en Bolleke en een jaar daarna Stropke en Flopke, Tom en Tony en Pollopof.
Marc Sleen ging vooral strips maken vanwege het succes van Willy Vandersteens stripreeks in De Nieuwe Standaard, Suske en Wiske. Alle kranten boden Vandersteen geld om bij hen te komen werken en Sleen zag in dat strips maken beter zou verdienen dan karikaturen tekenen. Als pseudoniem draaide hij zijn achternaam, Neels, om.
In 1945 huwde hij met zijn eerste jeugdliefde, Magdalena Paelinck (1920-2008). Het echtpaar bleef kinderloos. De arts die de geboorte van hun eerste kind in 1952 regelde, voerde een mislukte keizersnede uit en hun kind stierf. Later werd die arts door de Orde der Geneesheren geschrapt wegens andere mislukkingen. Marc Sleen zou altijd over deze gebeurtenis spreken als "de zwaarste slag in zijn leven, veel zwaarder dan gevangenzitten in de oorlog of wat dan ook".

### Nero
Op 2 oktober 1947 verscheen de dagelijkse vervolgstrip De avonturen van Detectief van Zwam in De Nieuwe Standaard dat inmiddels zijn naam had veranderd in De Nieuwe Gids. Het eerste verhaal heette Het geheim van Matsuoka. De hoofdfiguur was dan detective Van Zwam, maar in hetzelfde verhaal dook Nero op. Zijn naam was "M. Schoonpaard", een man die zich door het drinken van het Matsuokabier de Romeinse keizer Nero waande. In de herdruk van 1961 werd zijn naam veranderd naar "Jan Heiremans" (Heiremans was de naam van een van Marc Sleens collega's bij de krant). De figuur nam na drie avonturen Van Zwams hoofdrol over en werd de centrale figuur van de reeks. De naam "Van Zwam" werd bedacht door Gaston Durnez. Sleen verzon het verhaal zelf. De strip sloeg aan en concurreerde spoedig met Suske en Wiske.
Toen De Nieuwe Gids in 1948 haar populaire editie 't Vrije Volksblad overliet aan een ander katholiek dagblad, Het Nieuws van den Dag, verscheen de strip in beide kranten. Twee jaar later verscheen De Nieuwe Gids als zelfstandige krant en maakte een overeenkomst met het Gents christendemocratisch dagblad Het Volk. Zo verscheen Nero enkel nog in Het Volk en De Nieuwe Gids. Er ontstonden twisten over het auteursrecht nu Het Nieuws van den Dag haar successtrip kwijt was, maar het kwam niet tot een rechtszaak.
Nero werd een groot succes in Vlaanderen. De figuren waren antihelden met zeer herkenbare menselijke gebreken en de situaties waren vaak erg absurd en kolderiek. Marc Sleen verwees ook veel naar de actualiteit en gebruikte zelfs gebeurtenissen die op dat moment in het nieuws waren in zijn scenario's. Zo zijn in het album De IJzeren Kolonel (1956) bijvoorbeeld twee actuele gebeurtenissen verwerkt: de Suezcrisis en Hongaarse Opstand. Zijn strips werden gretig gekocht, ook al omdat ze veel goedkoper waren dan Suske en Wiske. Ze werden in zwart-wit op zeer goedkoop papier gedrukt en roken dikwijls nog naar verse drukinkt. Het is mede door die speciale geur dat veel mensen nostalgisch zijn naar de oude albums en ze veel beter vinden dan de latere kleurenalbums die deze geurkenmerken niet hebben.

### Andere reeksen
Het Volk gaf vanaf 1950 een kinderbijlage uit: 't Kapoentje, waarvoor Marc Sleen de titel had bedacht en de hoofdredactie op zich nam. Hier ontstonden De Lustige Kapoentjes, een reeks die ook zeer populair werd. Voor De Middenstand tekende hij Doris Dobbel en in 1952 voor Ons Zondagsblad Oktaaf Keunink.
Naast de Neroverhalen tekende hij nog een heleboel andere reeksen, onder meer:
| Piet Fluwijn            | 24-12-1944 tot 07-01-1945 |
| De avonturen van Neus   | 24-12-1944 tot 22-04-1945 |
| Tom en Tony             | 10-06-1945 tot 24-10-1946 |
| Piet Fluwijn en Bolleke | 27-12-1945 tot 14-04-1965 |
| Pollopof                | 13-01-1946 tot 12-10-1952 |
| Stropke en Flopke       | 24-10-1946 tot 08-06-1950 |
| Ronde van Frankrijk     | 25-6-1947 (eerste strook) tot 15-7-1964 (laatste strook). Deze reeks verscheen jaarlijks tijdens de zomermaanden, wanneer de Ronde van Frankrijk werd gereden. |
| De Lustige Kapoentjes   | 09-02-1950 tot 14-04-1965 |
| Doris Dobbel            | 08-04-1950 tot 04-02-1967 |
| Joke Poke               | 06-05-1950 tot 21-06-1951 |
| Stropke                 | 22-07-1950 tot 27-12-1952 |
| Fonske                  | april 1951 tot oktober 1960 |
| Oktaaf Keunink          | 16-11-1952 tot 04-04-1965 |

### Overstap naar De Standaard
In 1965 stapte Marc Sleen over naar De Standaard, de krant waarin ook Suske en Wiske liep. Marc Sleen mocht echter wel drie maanden lang na zijn laatste Neroverhaal in Het Volk geen nieuwe strip publiceren. De nieuwe directie kwam daarom met De geschiedenis van Nero en Co op de proppen, een uit knipsels uit oude Nerostrips bestaand stripverhaal, getekend door mensen bij Studio Vandersteen. Na een drietal dagen werden de figuren in het verhaal echter grondig hertekend om minder op Nero's personages te lijken en kreeg Nero een zwarte kap over zijn hoofd. Zijn naam werd bovendien vervangen door drie puntjes. Het Volk was immers naar de rechter gestapt en had de gerechtelijke politie op de strip afgestuurd wegens inbreuk op het auteursrecht. Af en toe was Nero's naam daarna weer zichtbaar, al bleef zijn hoofd nog vaak verborgen achter allerlei vlaggen en meeuwen. Ten slotte verscheen Nero terug in zijn oorspronkelijke gestalte en werd de naam van de strip veranderd in De Geschiedenis van Sleenovia. Het Volk beweerde het eigendomsrecht te bezitten over alle figuren die Marc Sleen in hun krant had getekend en werd door de rechtbank in het gelijk gesteld. Toch hadden enkele katholieke figuren ervoor gezorgd dat de zaak in de minne werd geregeld. Marc Sleen bleef in het bezit van zijn figuren, maar diende "'t Kapoentje" aan Het Volk over te laten.
Vanaf 1965 tekende Marc Sleen opnieuw zelf Nero. Hij liet al zijn overige reeksen vallen en concentreerde zich enkel nog op deze strip die vanaf dat ogenblik ook in kleurenalbums verscheen.

### Safari
In 1962 vertrok Marc Sleen op de eerste van vele safari's in Afrika. Tussen 1962 en 1978 verbleef Marc Sleen nagenoeg elk jaar tijdens de maanden januari en februari in de Oost-Afrikaanse brousse (bushbush, wildernis). In de jaren 70 zou hij er dierenreportages maken voor de BRT, waaronder 21 films van Allemaal beestjes. Zelfs in zijn strips bezochten zijn figuren meer en meer het continent en het werd een running gag in "Nero" dat wanneer zijn figuren Sleen belden of thuis kwamen opzoeken hij altijd "op safari" bleek te zijn. Ook Merho maakte in zijn strip De Kiekeboes in het album Album 26 hier een grap over door Kiekeboe en hemzelf naar een stripinstituut te laten gaan, waarvan de directeur, "meneer Neels", op safari blijkt te zijn.
Zijn reizen naar Afrika inspireerden Marc Sleen tot het tekenen van onder andere: De negen peperbollen, De kille man Djaro, Het Bobo-beeldje, Aboe-Markoeb en De Lolifanten. Marc Sleen noemde Oost-Afrika steevast de 'grootste zoo ter wereld'.
Marc Sleens liefde voor dieren zorgde er ook voor dat hij in Nero reclame maakte voor het Wereldnatuurfonds en de dierenwereld in het algemeen. Hij is sinds 1984 ook benoemd tot beheerder van deze organisatie, afdeling België. Ontelbare albums hebben dieren als onderwerp. Het is dan ook niet verwonderlijk dat zijn wapenschild drie olifanten in het embleem bezit.

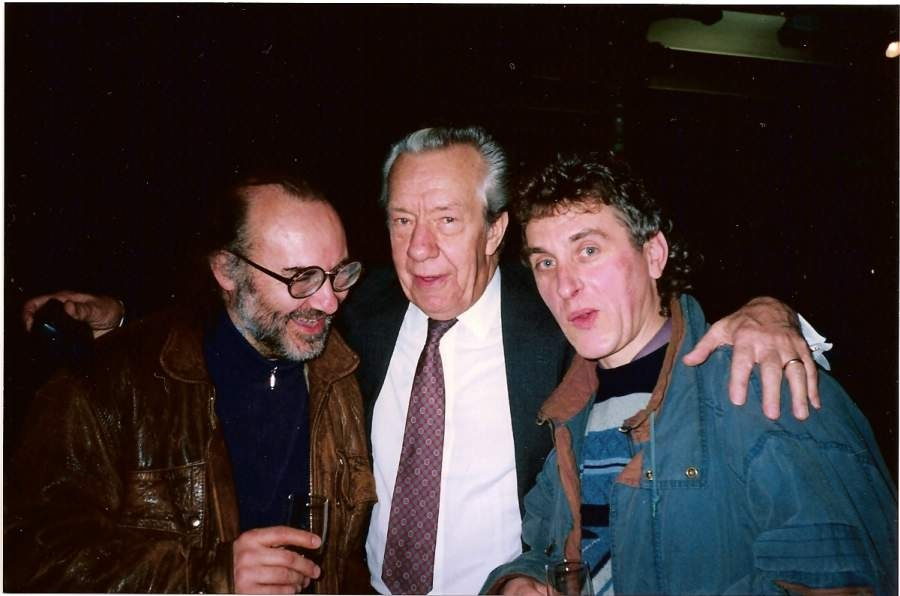
Marc Sleen tijdens een expositie van het Belgisch stripmuseum geflankeerd door Jan Bucquoy (links op de foto) en de striptekenaar Pirana in 1992

In 1979 bracht Marc Sleen het boek Safari uit. Het werd uitgegeven door de Antwerpse uitgeverij Scriptoria. Het boek bundelt de Afrika ervaringen van Marc Sleen tussen 1962 en 1978.

### Na 1965

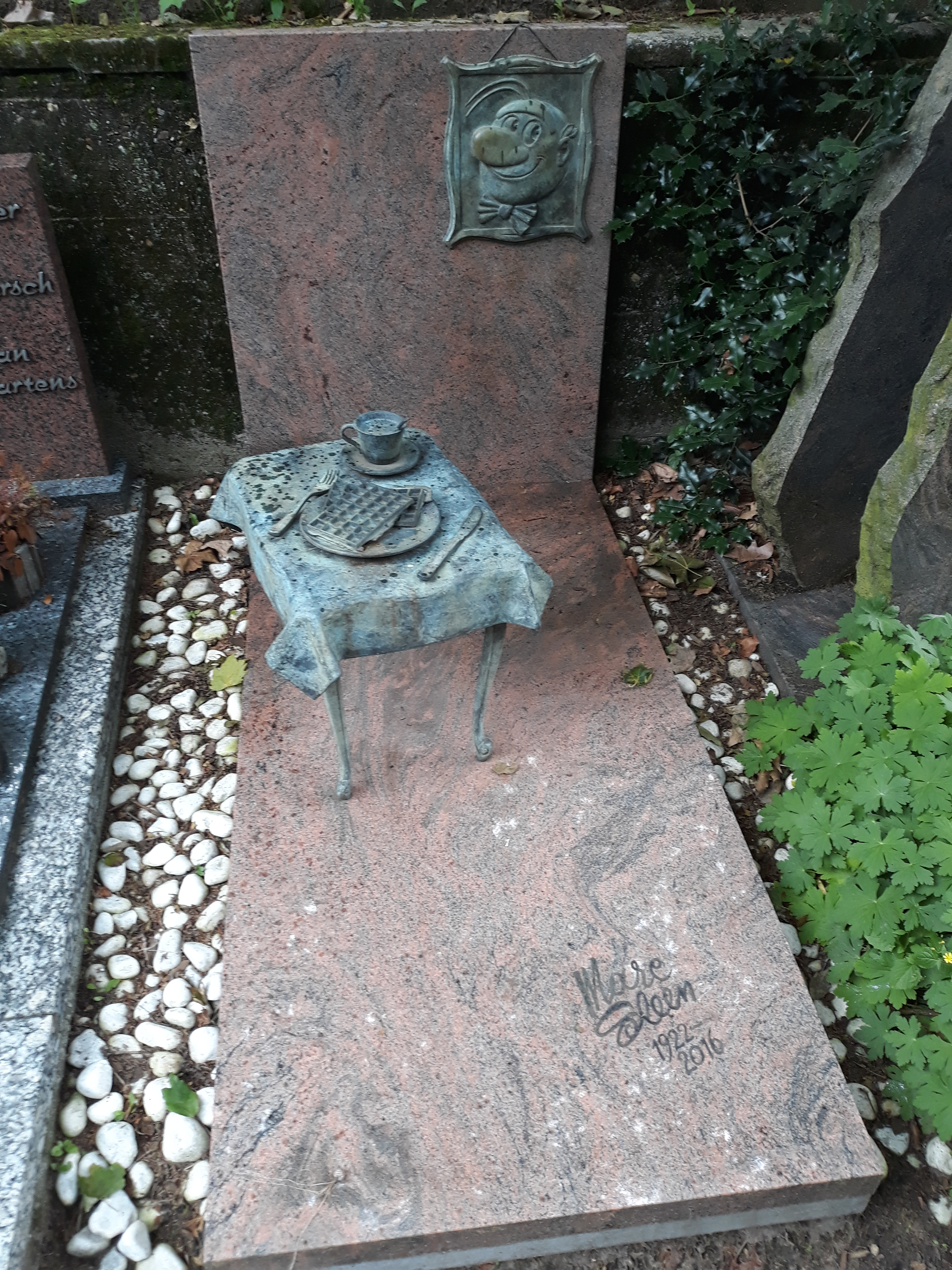
Het graf van Marc Sleen op het Campo Santo (Gent)

In 1977 werd Marc Sleen voorzitter van het comité dat de Bronzen Adhemar uitreikt, vernoemd naar de geniale zoon van Nero, Adhemar. Deze prijs wordt tweejaarlijks uitgereikt aan beloftevol jong Vlaams striptalent. In 1991 kreeg Adhemar een levensgroot standbeeld in Turnhout, de stad waar de prijzen steevast worden uitgedeeld. Sleen zelf werd in 1993 bekroond met een Gouden Adhemar voor zijn ganse carrière.
Omdat een Masaidokter Marc Sleen tijdens een van zijn safari's voorspeld had dat hij in 1991 in Afrika door een kudde olifanten vertrappeld zou worden ging Marc Sleen dat jaar niet op safari.
In 1992, na gedurende 45 jaar Nero helemaal alleen te hebben gemaakt (waarvoor hij een vermelding kreeg in het Guinness Wereldrecordboek), nam hij tekenaar Dirk Stallaert in dienst die vanaf het album Barbarijse vijgen de verhalen die Marc Sleen bedacht, zou tekenen. Sleens productiviteit van 1944 tot 2002 is zelfs nog opmerkelijker als men in overweging neemt dat hij van 1944 tot 1965 ook nog tientallen andere reeksen had lopen zonder hulp van andere tekenaars of scenaristen in te roepen. Later zou hij de wallen onder zijn ogen aanduiden als bewijs van hoe hard hij wel niet aan zijn strips gewerkt heeft overheen de jaren.
In 2002, besloot Marc Sleen, nu hij 80 was een punt te zetten achter de reeks. Het laatste album was Zilveren tranen. Marc Sleen wenste niet dat iemand anders de reeks zou verderzetten.
Op 13 juli 2008 overleed Marc Sleens echtgenote Magdalena Paelinck op de leeftijd van 87 jaar.
Op 6 november 2016 overleed Marc Sleen op 93-jarige leeftijd.

## Invloed en stijl
Marc Sleens strips zijn door generaties Vlaamse kinderen en volwassenen gelezen. In vergelijking met veel andere strips die in dit taalgebied zijn uitgegeven had zijn werk altijd iets kolderachtigs, ironisch en anarchistisch. Zijn manier van strips tekenen was tot de komst van Stallaert zeer uniek: amper close-ups of blow-ups, geen overschrijding van de kaders, geen gebruik van vogel- of een ander perspectief. Dit had vooral met de snelheid te maken waarmee Marc Sleen zijn strips diende te tekenen, wat weinig tijd liet voor zulke zaken. Om die reden zitten zijn verhalen ook vol met continuïteitsfouten (bijvoorbeeld auto's met drie in plaats van vier wielen of mensen die plots anders gekleed gaan). In tegenstelling tot andere strips wordt dit bij Marc Sleen echter geduld.
Nero is ook een van de weinige Vlaamse strips die vanwege onder meer de politieke knipoogjes ook door volwassenen gesmaakt worden. Men kan in zijn werk een hele evolutie en geschiedenis nagaan van naoorlogs Vlaanderen over een periode van 60 jaar. In de beginjaren werd zijn politieke visie nog sterk ingegeven door de katholieke inslag van de kranten waarvoor hij werkte. Communisten en socialisten werden toen meestal als slechteriken of duivels voorgesteld. In De Hoed van Geeraard De Duivel (1950) scheert de Duivel bijvoorbeeld zijn sik af en lijkt hij sterk op de socialistische politicus Camille Huysmans. Een dikke handlanger is een karikatuur van socialistisch politicus Paul-Henri Spaak.
Marc Sleen zou later een meer neutrale politieke houding aannemen en spijt krijgen van zijn vaak fanatieke katholieke houding in die jaren. Het gebruik van actuele gebeurtenissen in zijn strips was iets dat Vandersteen in zijn beginjaren ook met Suske en Wiske deed. Anders dan Marc Sleen zag Vandersteen na een tijd in dat dit gegeven wel goed werkte in de krant, maar niet wanneer de verhalen uiteindelijk in albumvorm verschenen. Hierom hield hij er na een tijd stilaan mee op. Sleen kon het knipogen naar de actualiteit en het laten opdraven van karikaturen echter nooit laten. In die zin is Nero nog steeds uniek in de annalen van de Vlaamse strip. Geen enkele andere stripfiguur bezocht bijvoorbeeld Jozef Stalin zoals Nero in Het Vredesoffensief deed. In de reeks doken de afgelopen decennia politieke figuren op als Jozef Stalin, Idi Amin Dada, Khomeini, Bill Clinton, Boris Jeltsin, Gamal Abdel Nasser, Willy De Clercq, Helmut Kohl, Koning Boudewijn, Margaret Thatcher, Mobutu, Saddam Hoessein, Jean-Luc Dehaene, Hirohito, Jean Gol, Guy Verhofstadt, Elizabeth II en Harry Truman op, maar ook karikaturen van bekende mediafiguren als The Beatles, Pablo Escobar, Urbanus, Jean-Pierre Van Rossem, Paul Newman, Frank Zappa, Octave Landuyt en ook Sleen zelf.
In vergelijking met andere tekenaars heeft Marc Sleen zijn strips nooit laten gebruiken voor merchandising of andere commercialiseringen. Dat leidde er ook toe dat zijn werk nooit een internationale carrière heeft gekend.
Nero is in zekere zin zelfs nog Vlaamser, volkser en gezelliger dan Suske en Wiske. Samen met deze laatstgenoemde strip behoort Nero tot het Vlaamse culturele erfgoed.
Zijn soepele tekenstijl en kolderieke inhoud beïnvloedden Kamagurka, Herr Seele, Jean-Pol, Willy Linthout en Urbanus, Windig en De Jong, Luc Cromheecke, Johan De Moor, Merho, Martin Lodewijk, Hector Leemans, Jan Bosschaert, Dirk Stallaert, Marc Legendre en Erik Meynen.

## Marc Sleen Archief enMarc Sleen Museum
Begin maart 2008 raakte bekend dat het Brussels Hoofdstedelijk Gewest het volledige archief van de stripauteur aankocht voor € 725 000, inclusief het pand aan de Zandstraat. In dit pand aan de Brusselse Zandstraat, vlak tegenover het Belgisch Centrum voor het Beeldverhaal, ontstonden in 1947 de eerste tekeningen van het dagbladverschijnsel Nero. Het omvangrijke archief bevat enkele tienduizenden stukken waaronder de 217 Nero-albums, die begin 2009 werden ontsloten. Voor het beheer van het Sleenpatrimonium met inbegrip van de auteursrechten zag een Stichting het levenslicht. Daarin zetelt het Brussels Gewest met drie bestuurders en heeft Standaard Uitgeverij, de krant De Standaard, het Belgisch Centrum voor het Beeldverhaal en Marc Sleen zelf, telkens een vertegenwoordiger. Ter compensatie ontvangt Marc Sleen een jaarlijkse rente.
Op vrijdag 19 juni 2009 opende in het betreffende pand een museum exclusief gewijd aan het werk van Marc Sleen. Er ging naast een permanente tentoonstelling ook regelmatig een tijdelijke tentoonstelling door, waardoor men een overzicht bood van alle facetten van Sleens werk. De Stichting Marc Sleen verzorgde het dagelijks beheer.
Het museum haalde de beoogde bezoekersaantallen niet en in 2020 werd het museum een plek waar enkele jonge stripauteurs aan de slag konden gaan. In 2023 werd het pand gehuurd door het Stripmuseum (het vroegere Belgisch Centrum voor het Beeldverhaal). In 2024 werd het pand verkocht aan het museum, ver onder de marktprijs, met als voorwaarde dat het voor acht jaar wordt omgevormd tot Huis Marc Sleen. In de kelder blijft Marc Sleens tekenstudio en verder worden er stripgerelateerde activiteiten gepland. Met die transactie wil de Stichting Marc Sleen zichzelf opheffen. Begin 2025 worden de auteursrechten en de rechten op Sleens personages vrijgegeven.

## Erkenning
- In 1994 kreeg Nero een standbeeld in Hoeilaart, vlak voor het oude tramstation, dat in de reeks al sinds het album De verschrikkelijke tweeling ook Nero's huis is.
- In 1999 werd Marc Sleen opgenomen in de Belgische adel, met de persoonlijke titel ridder.
- Hij is ereburger van Hulshout (1981), Sint-Niklaas (1984), Turnhout (2008), Hoeilaart (2011) en de gemeente Sleen in Nederland.
- Elias Gistelinck componeerde in 1995 een kamermuziekstuk als hommage aan Sleen: Three little compositions for Marc Sleen.
- Er zijn drie zogeheten stripmuren aan Sleen gewijd: in Brussel is een muur op het Sint-Goriksplein met figuren uit de reeks Nero en Piet Fluwijn en Bolleke versierd,[9] in Antwerpen prijkt Nero op een muur in de Kloosterstraat.[10] Sleen was bij de inhuldiging ervan aanwezig. In Hasselt is de gehele cast uit de Nero-strip te zien op een muurtekening die de stad aanprijst als een plaats met "hart voor bloemen".
- Hij ontving in 2002 uit handen van het Vlaamse Onafhankelijke Stripgilde de Stripvos, een prijs voor personen of instellingen die met hun activiteiten van grote betekenis zijn of zijn geweest voor de Vlaamse stripwereld.
- Op 11 juli 2016 ontving zijn partner Catharina Kochuyt voor hem uit handen van minister-president Geert Bourgeois het Ereteken van de Vlaamse Gemeenschap voor zijn verdiensten voor Vlaanderen.
- In 2017 begon Standaard Uitgeverij met een stripfonds voor de "betere humorstrip". Het fonds kreeg de naam Matsuoka, dat verwijst naar de eerste rivaal uit de Nero-reeks. Het eerste album in het fonds werd De zeven vloeken, een Nero-hommage van Kim Duchateau.[11]

## Cameo
Hec Leemans heeft de fysieke kenmerken van Marc Sleen gebruikt voor de schipper kapitein "Marcellis Nestor Neels" in het 22ste album van Bakelandt, Het raadsel van Amsterdam, op pagina 18 van de albumuitgave, halve plaat 22-31.